# Georg Lorenz von Kowalski
Georg Lorenz Simon von Kowalski (* 30. Juli 1717 in Elsenau; † 18. November 1796 in Berlin) war ein preußischer Generalleutnant und Chef des Garnisonsregiments Nr. 7.

## Leben

### Herkunft
Seine Eltern waren Joachim von Kowalski (* bei Ofen; †  1732) und dessen Ehefrau Anna Maria, geborene von Kleist aus dem Haus Schmenzin. Sie war die Schwester des Generalleutnants Andreas Joachim von Kleist.

### Militärkarriere
Kowalski wurde 1735 zunächst Gefreitenkorporal im Infanterieregiment „von Botzheim“ der Preußischen Armee. Dort wurde er am 10. März 1739 Fähnrich. Im Ersten Schlesischen Krieg nahm er an den Schlachten bei Mollwitz und Chotusitz teil. In der Zwischenzeit wurde er am 5. August 1741 Sekondeleutnant mit Patent vom 7. August 1741. Im nachfolgenden Zweiten Schlesischen Krieg kämpfte Kowalski bei der Belagerung von Prag sowie in der Schlacht bei Hohenfriedberg, wo er verwundet wurde, und im Gefecht bei Katholisch-Hennersdorf. In dieser Zeit wurde er am 31. Mai 1745 Premierleutnant. Zwischen den Kriegen wurde er am 20. Oktober 1747 Stabskapitän und am 14. Juni 1752 bei einer Parade zum Kapitän befördert sowie zum Kompaniechef ernannt.
Während des Siebenjährigen Krieges nahm er an den Schlachten von Lobositz, Prag, Breslau, Leuthen, Zorndorf, Kay, Torgau und Freiberg. Für Torgau erhielt Kowalski den Orden Pour le Mérite. Ferner kämpfte er bei der Belagerung von Anklam und bei der Einnahme der Peenemünder Schanzen. In der Zeit wurde er am 19. März 1757 Major, am 16. April 1762 Oberstleutnant und am 19. November 1762 Kommandeur des Infanterieregiments „von Braunschweig-Bevern“. Am 23. Mai 1767 wurde er Oberst und am 2. Februar 1771 Chef des Garnisonsregiments Nr. 7. Bis zum 20. Mai 1787 stieg Kowalski schließlich zum Generalleutnant auf. Am 6. Mai 1788 erhielt er seine Demission, da das Regiment aufgelöst wurde.
Er starb am 18. November 1796 in Berlin und wurde am 21. November 1796 auf dem Garnisonskirchhof beigesetzt.
Kowalski galt als berüchtigter Offizier. Leutnants und andere Offiziere die auffielen, wurden in sein Garnisonsregiment versetzt.

### Familie
Er heiratete am 21. Februar 1753 auf Gut Steinwitz bei Landsberg Anna Elisabeth von Unruh (* 18. September 1729; † 2. April 1799). Sie war eine Tochter des Oberstleutnants von Unruh. Das Paar hatte mehrere Kinder, darunter:
- Caroline Wilhelmine (* 25. Dezember 1753; † 23. Januar 1821)

⚭ Siegmund Christoph von Schöning (1727–1785), Major im Kürassierregiment Nr. 2
⚭ Freiherr Heinrich Gottlieb von der Goltz (* 6. März 1751; † 31. März 1816), Hauptmann im Dragonerregiment Nr. 1
- Elisabeth Henriette Philippine (1756–1832) ⚭ Leopold Friedrich von Reichenbach (* 4. August 1745; † 9. September 1831), Landrat im Landkreis Oberbarnim, Sohn von Benjamin Friedrich von Reichenbach[2]
- Amalie Katharina (* 1763) ⚭ Ernst Friedrich Leopold von Walther und Kromegk († 14. Oktober 1806 bei Auerstedt), Oberst im Infanterieregiment Nr. 26[3]
- Charlotte Sophie Christine (* 21. Februar 1764) ⚭ Christoph Friedrich von Schlichting (1745–1799), Oberst im Infanterieregiment Nr. 1, Eltern von Eduard von Schlichting